# Orobanche purpurea
Orobanche purpurea é uma espécie de planta com flor pertencente à família Orobanchaceae. 
A autoridade científica da espécie é Jacq., tendo sido publicada em Enumeratio Stirpium Pleraumque, quae sponte crescung in agro Vindobonensi 108, 252. 1762.
O seu nome comum é erva-toira-das-areias.

## Portugal
Trata-se de uma espécie presente no território português, nomeadamente em Portugal Continental.
Em termos de naturalidade é nativa da região atrás indicada.

## Protecção
Não se encontra protegida por legislação portuguesa ou da Comunidade Europeia.